# Chi (fiume)
Il fiume Chi (in lingua thai: แม่น้ำชี, RTGS: Mae Nam Chi, IPA: mɛ̂ːnáːm tɕʰīː; in lingua isan: Mae Si, IPA: mɛːsīː) è il fiume più lungo fra quelli che scorrono per intero in Thailandia. È lungo 765 km e si getta nelle acque del Mun, che è più corto ed ha una portata maggiore. Nella stagione delle piogge, la valle del Chi è soggetta a frequenti inondazioni.

## Corso
Il fiume nasce dai monti Phetchabun nella provincia di Chaiyaphum e attraversa con un percorso tortuoso la parte centrale dell'Altopiano di Korat. Scorre verso est bagnando le province di Khon Kaen e Maha Sarakham, piega poi a sud ed entra nelle province di Roi Et, Yasothon e Sisaket. È il fiume principale delle città di Khon Kaen, Maha Sarakham, Roi Et e Yasothon. Sfocia nel Mun nella provincia di Ubon Ratchathani, pochi chilometri ad ovest della città di Ubon Ratchathani.

## Portata
La portata d'acqua annua è di 9,3 km³.

## Importanza
Il fiume è navigabile e viene impiegato i per trasporti, serve inoltre per usi domestici, agricoli e industriali. Il Chi assume particolare importanza per la pesca, è uno dei corsi d'acqua della regione che fornisce agli abitanti la maggior quantità di pesce, utilizzato per il consumo e la vendita.
Fondamentale per l'irrigazione dei campi, il Chi fu inserito negli anni novanta nel progetto governativo Khong-Chi-Mun, che prevedeva la realizzazione di una rete di canali che unissero le acque di Mekong, Mun e Chi. Lo scopo di tale progetto era di rendere più fertile una larga parte dell'Isan, la cui terra è per tradizione particolarmente secca. Il progetto incontrò vibranti proteste di gruppi ambientalisti, che ne criticavano l'impatto ambientale ed i costi. Nel quadro del progetto, la diga Rasi Salai realizzata sul Mun, i cui costi sono lievitati in corso d'opera da 140 a 871 milioni di baht, ha innescato un disastro ambientale e solo alcuni degli agricoltori che ne hanno subito gli effetti sono stati indennizzati. La diga è stata chiusa definitivamente e molti dei canali previsti non sono mai stati realizzati.

## Storia
Nel XVIII secolo, il sovrano del Regno di Champasak fece trasferire con imbarcazioni sul Chi alcuni dei propri sudditi a colonizzare l'Altopiano di Korat, a quel tempo quasi interamente depopolato. La prima ondata migratoria ebbe luogo nel 1718, quando 3000 laotiani risalirono il fiume e fondarono Suwannaphum, che sarebbe in seguito diventato un distretto della provincia di Roi Et. Fu questo il primo insediamento lungo il fiume e nella zona centrale dell'altopiano. Dopo il fallimento nel 1827 della ribellione del Re di Vientiane Anuvong contro i siamesi, questi ultimi deportarono molti altri laotiani nella valle del Chi. Con la nascita di nuovi centri abitati, i siamesi si garantirono una certa sicurezza militare di cui non avrebbero goduto se la zona fosse rimasta inaccessibile e potenziale rifugio per eventuali ribelli.